# Mario Carloni

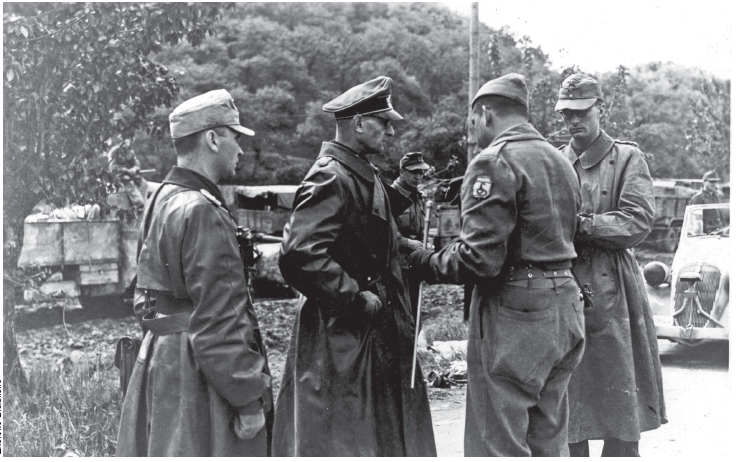
I generali Mario Carloni e Otto Fretter-Pico si arrendono alle forze brasiliane in Italia.

Mario Carloni (Napoli, 27 dicembre 1894 – Roma, 30 gennaio 1962) è stato un generale italiano, già distintosi come ufficiale durante il corso della prima guerra mondiale. Durante il corso della seconda fu comandante del 31º Reggimento fanteria "Siena" e del 6º Reggimento bersaglieri, con cui si distinse particolarmente durante la campagna di Russia. Dopo l'armistizio dell'8 settembre 1943 aderì alla Repubblica Sociale Italiana, entrando nell'Esercito Nazionale Repubblicano, dove comandò la 1ª Divisione bersaglieri "Italia" e la 4ª Divisione alpina "Monterosa" durante la Campagna d'Italia del 1944-1945. Fu decorato con la Croce di Cavaliere dell'Ordine militare di Savoia, quattro Medaglie d'argento al valor militare, con la Croce di Ferro di seconda classe e con l'Ordine militare della Croce Tedesca in oro.

## Biografia
Nacque a Napoli il 27 dicembre 1894, figlio di Costantino e Giulia De Michele. Il 31 dicembre 1912 si arruolò come soldato volontario nel Regio Esercito, assegnato al 5º Reggimento bersaglieri di Senigallia, divenne caporale il 31 marzo 1913, e poi sergente presso l'11º Reggimento bersaglieri. Allievo ufficiale di complemento, fu nominato sottotenente per il servizio di prima nomina presso il 7º Reggimento bersaglieri con Regio Decreto 29 aprile 1915, raggiungendo il suo reparto il 15 maggio.
Durante il corso della prima guerra mondiale rimase ferito in combattimento due volte, e fu promosso tenente per merito di guerra il 2 dicembre 1915, poi capitano il 10 aprile 1917. Aiutante di campo presso la 2ª Brigata bersaglieri dal 31 dicembre 1917, passò poi in servizio presso il deposito Cecoslovacco in forza al 33º Reggimento mobilitato il 16 maggio 1918, e prestò servizio al Quartier generale del comando del Corpo Cecoslovacco dal 4 novembre 1918 al 10 giugno 1919. Promosso maggiore il 20 settembre 1930, mentre presta servizio nel 2º reggimento fanteria, e tenente colonnello il 31 dicembre 1936, fu incaricato di insegnare presso la Regia Accademia Militare di Fanteria e Cavalleria di Modena. Fu promosso colonnello con anzianità 1 gennaio 1940. 
Dopo l'entrata in guerra del Regno d'Italia, avvenuta il 10 giugno 1940, il 19 settembre dello stesso anno si imbarcò per l'Albania, dove a partire dal 28 ottobre prese parte alle operazioni belliche contro la Grecia alla testa del 31º Reggimento fanteria "Siena". Il 20 aprile 1941, al termine delle operazioni, sfilò ad Atene alla testa di un Reggimento di formazione e fu decorato con la Croce di Cavaliere dell'Ordine militare di Savoia.
Trasferito a Creta, il 4 ottobre 1942 chiese il trasferimento per combattere sul fronte russo al comando del 6º Reggimento bersaglieri di Bologna, rimanendovi fino al 23 marzo 1943. In tale reggimento combatteva come sottotenente il figlio Bruno, caduto il 13 agosto 1942 a Baskovskij (Ucraina) e decorato con la Medaglia d'oro al valor militare alla memoria.
Ai primi di gennaio 1943 comanda la cosiddetta "colonna Carloni", unità che raccoglieva reparti vari con ancora un buon grado di capacità di combattimento composta da 2.340 italiani (essenzialmente 3º e 6º bersaglieri e artiglieri del 120º Reggimento artiglieria) e 200 tedeschi del "gruppo Schuldt" con 7 carri armati. La colonna fu dislocata nella zona di Pavlograd con l'ordine di fermare l'avanzata russa. All'alba del 17 febbraio ventimila russi con numerosissimi mezzi corazzati sferrarono l'attacco, il 120º e i reparti di bersaglieri che formavano la "colonna Carloni" si sacrificarono quasi totalmente con combattimenti strada per strada, casa per casa, per permettere la copertura dei reparti in ritirata. Il drammatico ripiegamento si concluse il 22 febbraio 1943 quando i resti dei reparti della 3ª Divisione "Celere" giunsero in zona di raccolta a Dnepropetrovsk, dove furono elogiati dal comandante tedesco della piazza, generale Günther Meinhold, infine rimpatriati, rientrando in Italia alla fine di marzo 1943.
Rimpatriato dall'Ucraina il 23 marzo 1943, il 27 luglio successivo il Führer lo insignì dell'Ordine militare della Croce Tedesca in oro. Il 5 agosto fu trasferito al Quartier generale del XXXV Corpo d'armata in qualità di Comandante al Centro Costituzione Battaglioni cacciatori carro di Verona. Dopo la firma dell'armistizio dell'8 settembre 1943 venne catturato dai tedeschi il giorno 13, e da lì avviato all'Offizier Lager di Przemyśl, da dove, non appena aderì alla Repubblica Sociale Italiana, fu liberato il 23 settembre e trasferito a Berlino per dirigere, dal 1º ottobre, l’ufficio di Capo Reparto Esercito della Missione Militare Italiana in Germania.
Il 28 novembre a Heuberg (Württemberg) assunse il comando della 1ª Divisione bersaglieri "Italia", allora in fase di addestramento, e fu promosso generale di brigata il 16 giugno 1944. Il 17 luglio sostituisce il generale Goffredo Ricci come comandante della 4ª Divisione alpina "Monterosa" in fase di rimpatrio. Assume l’incarico di responsabile del sotto-settore Serchio-Garfagnana dal 20 novembre, sostituendo l'Oberst Schirowski, dopo che la "Monterosa" da metà ottobre aveva avvicendato la 42.ID schierandosi sulla "Linea Gotica" con un terzo degli effettivi divisionali. Dal 26 al 28 dicembre 1944, con l’appoggio sul campo del LI Geb.Korps, comandò un attacco dimostrativo denominato "Wintergewitter", riassumendo il comando della 1ª Divisione bersaglieri "Italia" il 21 febbraio, unità che sostituì praticamente tutti i Reparti italiani presenti in Garfagnana.
Il 1º marzo 1945 divenne generale di divisione e i suoi uomini riuscirono a contrastare la 92nd Infantry Division "Buffalo" fino al 6 aprile, quando a seguito dell’offensiva americana iniziò un graduale ripiegamento della Divisione dal fronte. Il 29 aprile 1945 a Fornovo, vicino a Parma, si arrese alla Força Expedicionária Brasileira dopo la battaglia di Collecchio.
Rinchiuso nel Campo di concentramento di Coltano, per la morte del sottotenente Alfred Lyth, un pilota statunitense ucciso a Camporgiano l'8 febbraio 1945 dai soldati della "Monterosa" dopo la cattura, egli venne processato insieme al capitano Italo Simonitti, e al sergente Benedetto Pilon, che si trovavano già in prigionia a seguito della resa finale, presso la Corte marziale statunitense che si riunì a Firenze dal 25 settembre al 4 ottobre 1946. La corte marziale terminò con la condanna a morte di Simonitti, comandante della polizia militare della Monte Rosa, e quella ai lavori forzati a vita per Pilon; Carloni venne prosciolto da ogni accusa, ma nonostante la sentenza fosse stata confermata già il 27 febbraio 1947, fu rilasciato dalla autorità italiane soltanto il 19 maggio 1951. Quando uscì dal carcere militare di Forte Boccea a Roma, fu degradato a colonnello, la neonata Repubblica Italiana non gli riconobbe i gradi e le onorificenze concesse dalla Repubblica Sociale Italiana dal 1943 al 1945.
Si spense nella Capitale il 30 gennaio 1962.